# Patrick Thoresen
Patrick Thoresen, född 7 november 1983 i Hamar, är en norsk före detta professionell ishockeyspelare som sist spelade för Djurgården Hockey
Thoresens moderklubb är Storhamar IL. Han var mycket lyckad i den svenska Elitserien när han spelade tre säsonger i Djurgårdens IF och många klubbar fick upp ögonen för honom. Han spelade i KHL-laget Salavat Julajev Ufa där han gjorde stor succé redan under sin debutsäsong då han noterades för 24 mål och 57 poäng på 56 spelade matcher och kom sexa i poängligan och tvåa i assistligan. 2011–12 skrev han på för SKA Sankt Petersburg. Han har även spelat i Mörrums Gois IK i Allsvenskan.
Thoresen gjorde en mycket stark säsong 2008–09 i det schweiziska ishockeylaget HC Lugano där han svarade för 63 poäng på 48 spelade matcher. Han har även spelat i NHL ett antal säsonger för klubbarna Edmonton Oilers och Philadelphia Flyers. Thoresen är en pålitlig poängplockare med bra teknik.
Patrick Thoresen representerade det norska ishockeylandslaget vid ett antal tillfällen där han var en av lagets viktigaste spelare. Han har även spelat 43 juniorlandskamper.